# Taio Cruz
Jacob Taio Cruz (Londres, 23 de abril de 1983) , nascido Adetayo Ayowale Onile-Ere e mais conhecido como Taio Cruz é um cantor, produtor e compositor, empresário e rapper britânico de música pop e R&B.

## Carreira

### 1985 - 2008: Nascimento e estabelecimento no mundo musical
Jacob Taio Cruz mais conhecido como “Taio Cruz” nasceu em 23 de Abril de 1983 e é de ascendência nigeriana pela parte do pai e brasileira pela parte da mãe. Foi criado em Londres, Inglaterra. O seu harmonioso e alegre interesse pela música era evidente desde os tempos de estudo primário e nos dias no colégio particular, onde começou a fazer as suas primeiras produções e gravações profissionais. É o fundador e C.E.O. da Rokstarr Music London, que em 2006 lançou seu primeiro single "I Just Wanna Know". Também em 2006, assinou um acordo de parceria com empresas como UMusic, Republic Records e Island Records. No Reino Unido, Cruz trabalhou com Omar, "Nitin Sawhney", Wookie e Will Young. A canção "Your Game", co-escrita por Taio, com Will Young e Blair MacKichan, foi certificada com multi-platina e ganhou na categoria "Melhor Single Britânico", no Brit Awards.

### 2008 - 2009:Departure
O seu álbum intitulado Departure foi lançado no Reino Unido a 17 de Março de 2008. Até agora lançou cinco singles para o promover. Escreveu, arranjou, executou e produziu o álbum próprio, e ainda foi nomeado para um MOBO Awards e interpretou a música "She's Like a Star" ao lado da banda Sugababes em 2008 na cerimónia. Foi destaque numa canção com "Tinchy Stryder" chamada "Take Me Back". Há também um remix desta canção com a participação de Sway Desafo & Chipmunk. Além disso, o artista recentemente escreveu e produziu uma nova canção de R. Kelly, intitulada "She Knows It". Os seus vocais são também dispostos no terceiro verso da canção.

### 2009 -Rokstarr
Desde o início de 2009, tem trabalhado no segundo álbum, que embora inicialmente tivesse intitulado T.W.O. (This Way Out), já foi confirmado que o verdadeiro nome seria Rokstarr, que está programado para ser lançado a 1 de Dezembro de 2009. O single de estreia do álbum foi "Break Your Heart", lançado no dia 14 de Setembro de 2009 alcançou a primeira posição da Billboard Hot 100. O vídeo musical foi gravado nas duas primeiras semanas do mês de Agosto e está no alinhamento do primeiro de três actuações ao vivo no "Eden's Twice As Nice" em Ibiza. A canção estreou no topo do Reino Unido. Actualmente, Cruz está a trabalhar em remixes com Paul Thomas e Todd Terry para o seu álbum. Embora esteja ainda a trabalhar em projectos colaborativos com outros artistas, tais como, McFly, JLS, "Daniel Merriweather", "Tinchy Stryder", Cheryl Cole e Sugababes.

### The Rokstarr Collection
Rokstarr foi seguido pelo álbum de compilação "The Rokstarr Collection" que inclui canções tanto de Departure e Rokstarr. Cruz depois lançou quatro versões de seu single "Higher" - um com Kylie Minogue, uma com Travie McCoy, com uma ambos, e um com apenas a si mesmo.
Cruz também foi destaque na trilha sonora da série Americana Jersey Shore.

### 2009: MarcaRokstarr
A 1 de Setembro de 2009, foi lançada a marca 'Rockstarr', que está intimamente associada ao cantor. É uma marca de acessórios de moda e tem um foco em óculos de sol. As bandas JLS e Fightstar, e os cantores Shontelle, Keri Hilson e Kelly Rowland usufruem todos de um par.

### 2011 -TY.O
No dia 4 de outubro Taio divulgou que seu novo álbum que havia sido intitulado de "Troublemaker" foi rebatizado como "Ty.O". O artista usou seu perfil no Twitter para anunciar que o novo trabalho, sucessor do disco "Rokstarr" (2009), será lançado em 2 de dezembro de 2011. O primeiro single, "Hangover", tem a parceria com o rapper Flo Rida lançado em 04 de outubro de 2011 seu segundo single do álbum tem data prevista para lançamento em 26 de dezembro de 2011 intitulado "Troublemaker". Mas a canção já teve seu lançamento na França em 15 de Agosto de 2011.

## Discografia
- 2008 - Departure
- 2009 - Rokstarr
- 2012 - TY.O